# Metody (Gierasimow)
Metody, imię świeckie Maurycy Lwowicz Gierasimow (ur. 10 lutego?/22 lutego 1856 w guberni tomskiej, zm. 15 marca 1931 w Harbinie) – biskup Rosyjskiego Kościoła Prawosławnego.

## Życiorys
Urodził się w rodzinie kapłana prawosławnego. Ukończył seminarium duchowne w Tomsku, po czym w latach 1878–1882 studiował w Kazańskiej Akademii Duchownej. 23 grudnia tego samego roku dołączył do rosyjskiej misji prawosławnej w dzisiejszym Kraju Ałtajskim jako psalmista. 26 września 1885 złożył śluby zakonne; 10 listopada tego samego roku został hierodiakonem, zaś 22 grudnia – hieromnichem. Stanął również na czele szkoły prowadzonej przez misjonarzy. 16 maja 1894 otrzymał godność archimandryty i został wyznaczony kierownikiem misji, w której uczestniczył. Jednak już 2 czerwca tego samego roku został wyświęcony na biskupa pomocniczego eparchii tomskiej z tytułem biskupa bijskiego i zakończył działalność misyjną.
24 grudnia 1898 objął katedrę zabajkalską, zaś 20 grudnia 1912 został przeniesiony na katedrę tomską i ałtajską. 30 czerwca 1914 został biskupem orenburskim i turgajskim. W 1918, pozostając na tej samej katedrze, został podniesiony do godności arcybiskupiej. Z Orenburga wyjechał na początku roku 1919 z powodu sytuacji politycznej w kraju. Udał się do Chin, gdzie w 1920 został pierwszym arcybiskupem harbińskim. W mieście tym współtworzył męski monaster Kazańskiej Ikony Matki Bożej.
Razem z całą eparchią przeszedł w jurysdykcję Rosyjskiego Kościoła Prawosławnego poza granicami Rosji, który w 1929 podniósł go do godności metropolity. Dwa lata później zmarł.